# Du haut en bas
Du haut en bas is een Franse dramafilm uit 1933 onder regie van Georg Wilhelm Pabst.

## Verhaal
De film volgt de huurders van een appartementencomplex. Charles Boulla is een voetbalheld die nog een paar dingen te leren heeft. Een jonge vrouw die aardrijkskunde heeft gestudeerd, werkt er als kamermeisje. Ze wordt slecht behandeld door haar werkgevers.

## Rolverdeling
| Acteur             | Personage         |
| ------------------ | ----------------- |
| Ariane Borg        | Olga Muriel       |
| Pauline Carton     | Naaister          |
| Janine Crispin     | Marie de Ferstel  |
| Jean Gabin         | Charles Boulla    |
| Catherine Hessling | Verliefd meisje   |
| Margo Lion         | Mevrouw Binder    |
| Peter Lorre        | Bedelaar          |
| Milly Mathis       | Poldi             |
| Mauricet           | Mijnheer Binder   |
| Michel Simon       | Mijnheer Bodeletz |
| Vladimir Sokoloff  | Mijnheer Berger   |